# 姚士觀
姚士觀（1543年—？），字正甫，江西廣信府貴溪縣人，軍籍，明朝政治人物、進士出身。

## 生平
嘉靖四十三年（1564年）甲子科江西鄉試第五名，會試第二百四十五名，萬曆二年（1574年）登甲戌科進士第三甲第一百六十八名。官直隶池州府知府。

## 家族
曾祖父姚文盛；祖父姚伯泰；父姚仲璋。母鄒氏。慈侍下。